# Gustav Adolf von Tzschoppe
Gustav Adolf Tzschoppe, ab 1836 von Tzschoppe, (* 22. August 1794 in Görlitz; † 16. September 1842 in Berlin) war ein preußischer Verwaltungsjurist. Tzschoppe war seit 1819 eine der führenden Figuren der vormärzlichen Demagogenverfolgung in Preußen. Von 1833 bis zu seinem Tod war er Direktor des Geheimen Staatsarchivs.

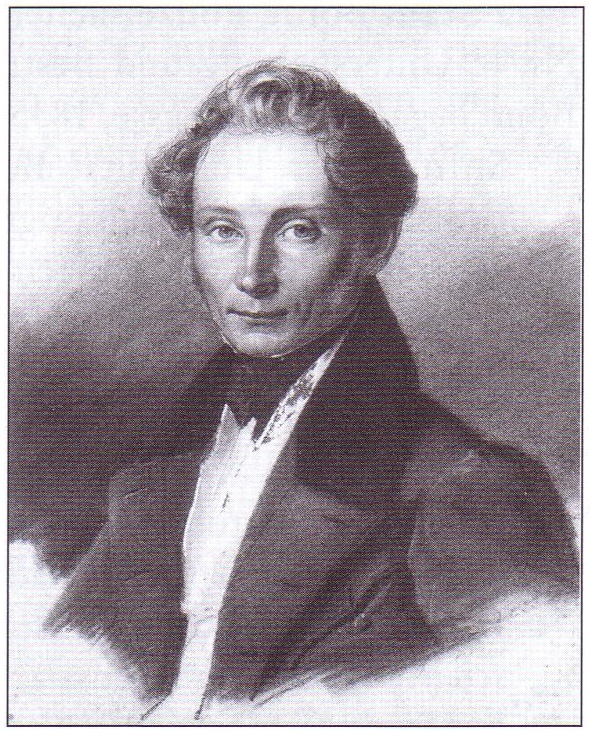
Gustav Adolf von Tzschoppe (1833)

## Leben
Tzschoppe besuchte das Augustum-Annen-Gymnasium. Nach der Reifeprüfung immatrikulierte er sich 1812 an der Universität Leipzig für Rechtswissenschaft. Im selben Jahr wurde er Mitglied des Corps Lusatia Leipzig. 1815 wechselte er an die neue Schlesische Friedrich-Wilhelms-Universität Breslau, an der er 1816 das Examen machte.
Tzschoppe trat in den Staatsdienst des Königreichs Preußen. Seit 1817 war er als Hilfsexpedient, seit 1819 als Regierungsrat im Büro des Staatskanzlers Karl August von Hardenberg tätig, erwarb sich dessen Vertrauen und begleitete ihn auf mehreren Auslandsreisen. Nach Hardenbergs Tod im November 1822 war Tzschoppe ab April 1823 dem Staatsministerium sowie ab Mai 1823 dem Haus- und dem Außenministerium in Archivangelegenheiten zugeordnet. Von 1819 bis 1828 war er eine der führenden Figuren der Immediat-Untersuchungs-Kommission zur Ermittlung hochverräterischer Verbindungen und anderer gefährlicher Umtriebe. 1825 heirateten Tzschoppe und Isabella Magdalena Friedrichs (1805–1888). 1829 kam ihre Tochter Isabella († 1902) zur Welt, die seit 1855 mit Richard Boeckh verheiratet war.
1830 wurde Tzschoppe Vortragender Rat im preußischen Innenministerium und koordinierte hier die Arbeit der allgemeinen Sicherheits-Polizei. Ebenfalls seit 1830 war er Mitglied im Ober-Censur-Collegium. Spätestens mit Gründung der zweiten Ministerialkommission im Juli 1833, der Tzschoppe bis zu ihrer Auflösung im Oktober 1840 angehörte, entwickelte er sich zu "Preußens führendem Demagogenverfolger".
Zeitgleich kümmerte Tzschoppe sich um die Neuorganisation des preußischen Archivwesens. 1833 wurde er als Nachfolger des verstorbenen Karl Georg von Raumer zum Direktor des Geheimen Staats- und Kabinettsarchivs und Leiter der gesamten preußischen Archivverwaltung berufen. Auf Fürsprache seines fürstlichen Gönners Wilhelm zu Sayn-Wittgenstein-Hohenstein wurde er 1836 in den preußischen Adelsstand erhoben. Seit 1837 war Tzschoppe hauptamtlich als Direktor der ersten Abteilung des von Wittgenstein geleiteten Hausministeriums tätig.
Mit dem Regierungsantritt Friedrich Wilhelms IV. im Juni 1840 und dessen baldiger Liberalisierung- und Amnestiepolitik schwand sukzessive Tzschoppes politische Bedeutung. Gustav Adolf von Tzschoppe starb, noch keine 50 Jahre alt, im Jahr 1842 in Berlin; gegen Lebensende wähnte sich Tzschoppe von seinen Gegnern und Opfern verfolgt und verlor darüber den Verstand. Beigesetzt wurde er auf dem Friedhof II der Jerusalems- und Neuen Kirche vor dem Halleschen Tor. Das Grab ist erhalten.

## Publikationen (Auswahl)
- Zusammenstellung derjenigen Mitglieder vormals reichsständischer Familien, welche seit dem Ende des 16ten Jahrhunderts von der evangelischen zur katholischen Kirche übergetreten sind (1828).
- zusammen mit Gustav Adolf Stenzel: Urkundensammlung zur Geschichte des Ursprungs der Städte und der Einführung und Verbreitung Deutscher Kolonisten und Rechte in Schlesien und der Ober-Lausitz. Friedrich Perthes, Hamburg 1832 (Online – Google-Buchsuche).
- Über die Hülfe der Brandenburgischen Ritter zur Beseitigung eines im Jahre 1354 entstandenen Aufruhrs zu Verona. Friedrich Weidle, Berlin 1840 (Online – Google-Buchsuche) sowie in: Märkische Forschungen. 1 (1841).